# 윌 아이스너

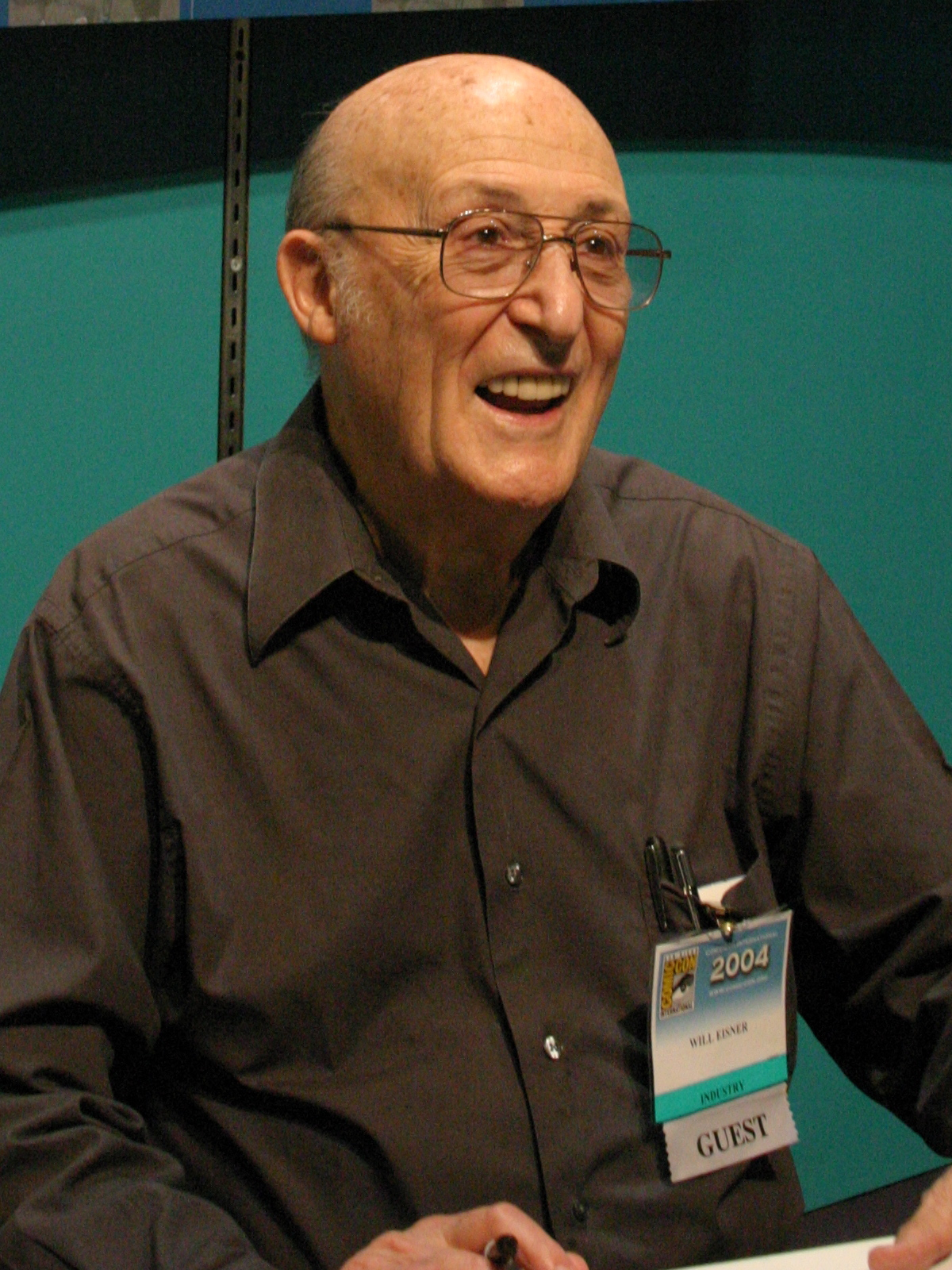

윌 아이스너는 미국의 만화가였다. 1917년 3월 6일에 태어나서 2005년 1월 3일에 사망했는데, 만화를 문학 작품 수준으로 끌어올렸다는 평가를 받는다.